# وزارة التموين والتزويد (إسرائيل)
وزارة التموين والتزويد ( (بالعبرية: שר הקיצוב והאספקה‏) ( سار هكيتسوف فيهااسباكا) Minister of Rationing and Supply كان وزارة قصيرة العمر في الحكومة الإسرائيلية الاولى . تم إنشاؤها في 26 أبريل 1949 بعد خطاب ألقاه رئيس الوزراء دافيد بن غوريون يعرض فيه برنامج التقشف في البلاد، وعقده دوف يوسف .  ومع ذلك، سرعان ما أراد بن غوريون إغلاق الوزارة، وحقق هدفه بتشكيل الحكومة الثانية في أكتوبر/نوفمبر 1950 (كان انهيار الحكومة الأولى جزئيًا بسبب أزمة داخلية في حزب مباي بسبب تصفية الوزارة). 

## قائمة الوزراء
| # | الاسم    | الحزب | الحكومة   | بداية المدة   | نهاية المدة   |
| - | -------- | ----- | --------- | ------------- | ------------- |
| 1 | دوف يوسف | ماباي | الحكومة 1 | 26 أبريل 1949 | 1 نوفمبر 1950 |